# NGC 4556
NGC 4556 este o galaxie eliptică situată în constelația Părul Berenicei. A fost descoperită în 11 aprilie 1785 de către William Herschel. Se află la o distanță de 115,93 megaparseci de Pământ.